# Электропоезд серии JR E231 500
E231 500 — серия пригородных электропоездов постоянного тока E231 kei densha (яп. E231系電車 Э231 кэи дэнся), используемых East Japan Railway Company в городском и пригородном движении.

## Обзор
Поезда серии Е231 были разработаны в качестве замены старых поездов серий 115 и 113, используемых как городские поезда метрополитена и серий 103, 201, 205 и 301, используемых как пригородные поезда маршрутов Столичного региона, в связи с устареванием подвижного состава и ростом пассажиропотока. Серия Е231 послужила заменой подвижного состава на линии Собу (Тюо-Собу) и линии Тохоку (линия Уцуномия) в 2000 году, позднее, в июне 2002 года, был выпущен электропоезд типа 500 серии Е231 и электропоезд типа 0 серии Е231 для линии метрополитена Тодзай, который в мае 2003 года был включён в подвижной состав линии в количестве 800 единиц. Тип 500 серии Е231 с 2002 по 2003 годы был полностью внедрён на кольцевую линию Яманоте. Позднее Е231 500 заменил устаревший подвижной состав на линиях Уцуномия, Дзёбан, Нарита, Токайдо, Ито, Такасаки, Дзёэтсу, Рёмо, Йокосука и Сёнан — Синдзюку.
В серии Е231 500 была применены технологии, разработанные ещё в 1990-х годах с целью снизить производственные затраты, а также потребление электроэнергии и стоимость технического обслуживания. Данная технология включала в себя комплекс инновационных разработок, принятых как единый стандарт для производства и обслуживания пригородных поездов. В качестве цели развития этой серии были приняты сокращение стоимости эксплуатационного срока и улучшения качества услуг. Данное транспортное средство было разработано совместно с Tokyu Car Corporation и JR East, производство электропоездов данной серии выполнялось на заводах Tokyu Car Corporation, JR East Niitsu и Kawasaki Heavy Industries. Разработкой дизайна занимался Экуан Кэндзи.
В дальнейшем в связи с сокращением интервала движения на всех направлениях JR в 2010-м году, общий объём производства достиг 2632 единиц, в 2011 году в дополнение к 2632 единицам было выпущено 104 единиц шестидверных (по 6 дверей с каждой стороны) вагонов для линии Яманоте, но позже в 2020 году поезда сери Е231 были замемены на новые поезда серии Е235. После 2028 года планируется замена устаревших поездов серии Е231 на линиях Мусащино, Собу, Кейо, Нарита, Кавагое, Хачико и Чуо. 

## Характеристики

### Конфигурация
Тормозная система сочетает в себе мощность рекуперативного торможения и электропневматический тормоз, который в дополнение к рекуперативному торможению доступен для экстренной остановки.

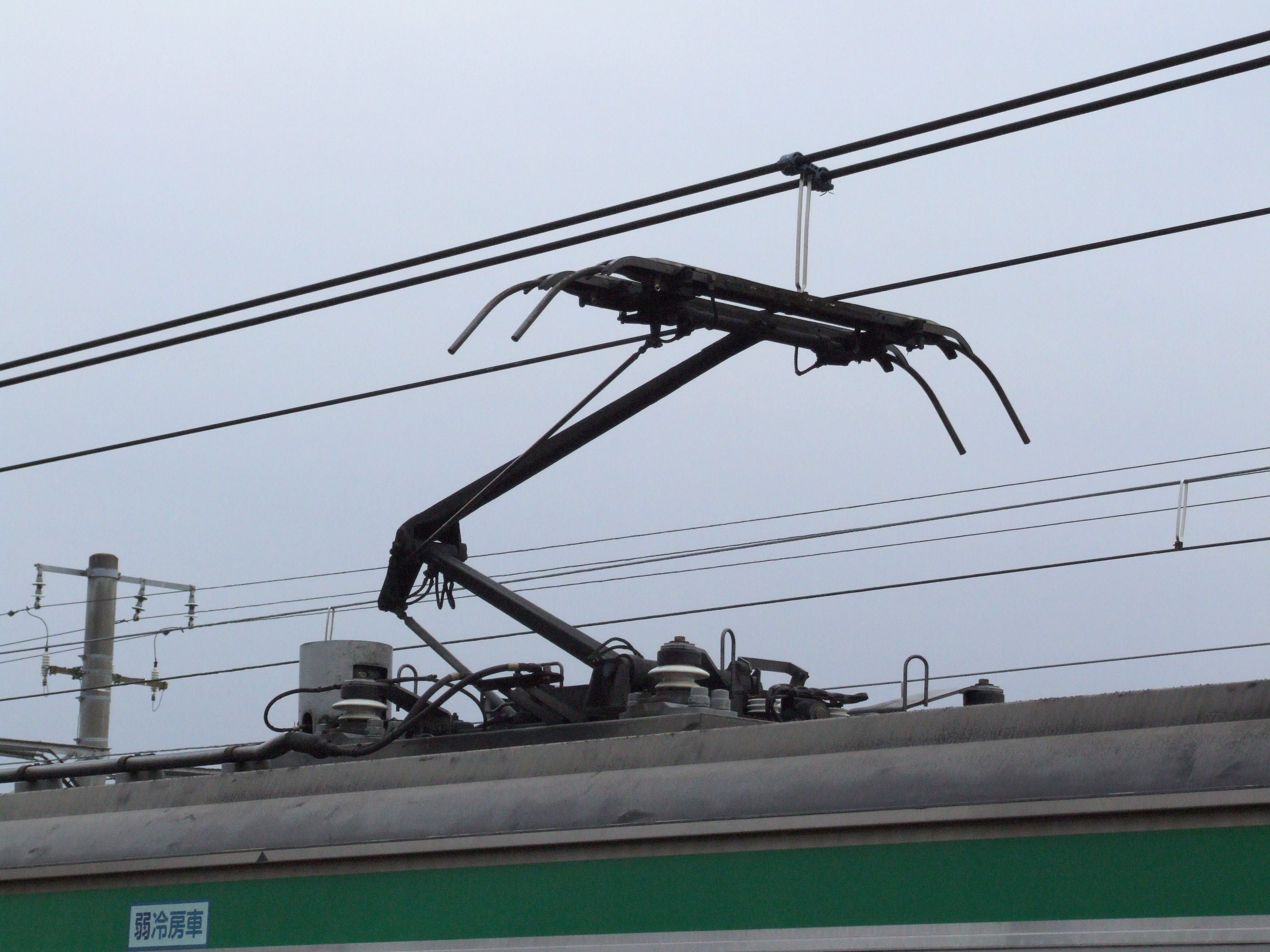
Однорычажный токоприёмник PS33B
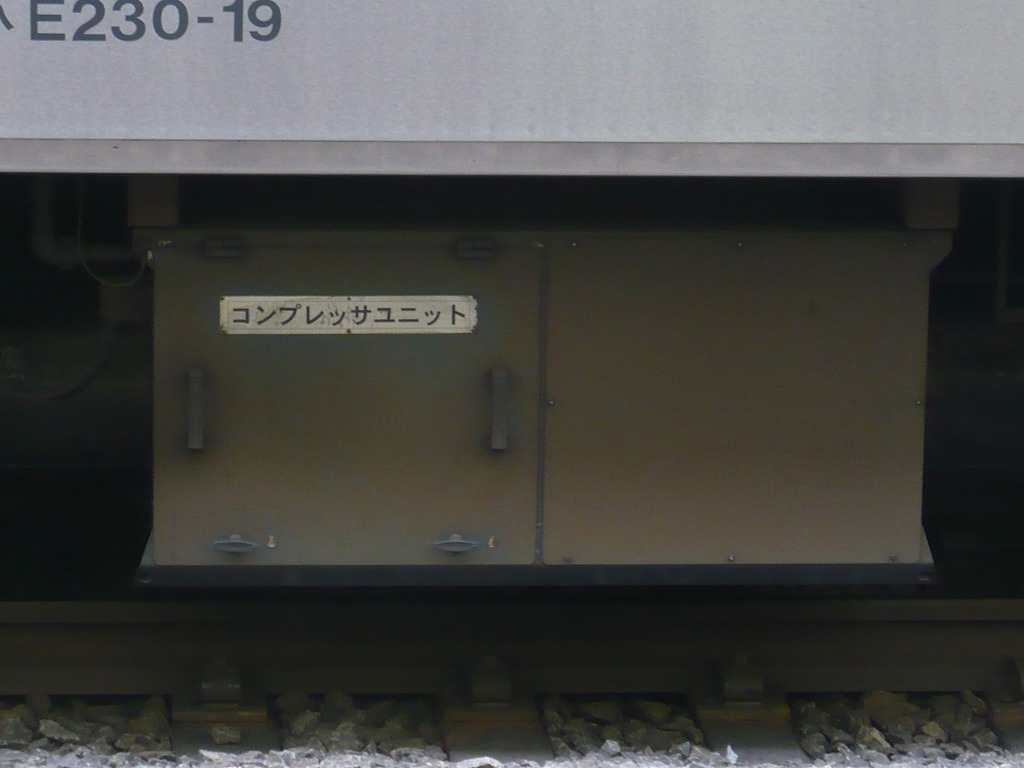
Ящик компрессорной установки, установленный под вагоном
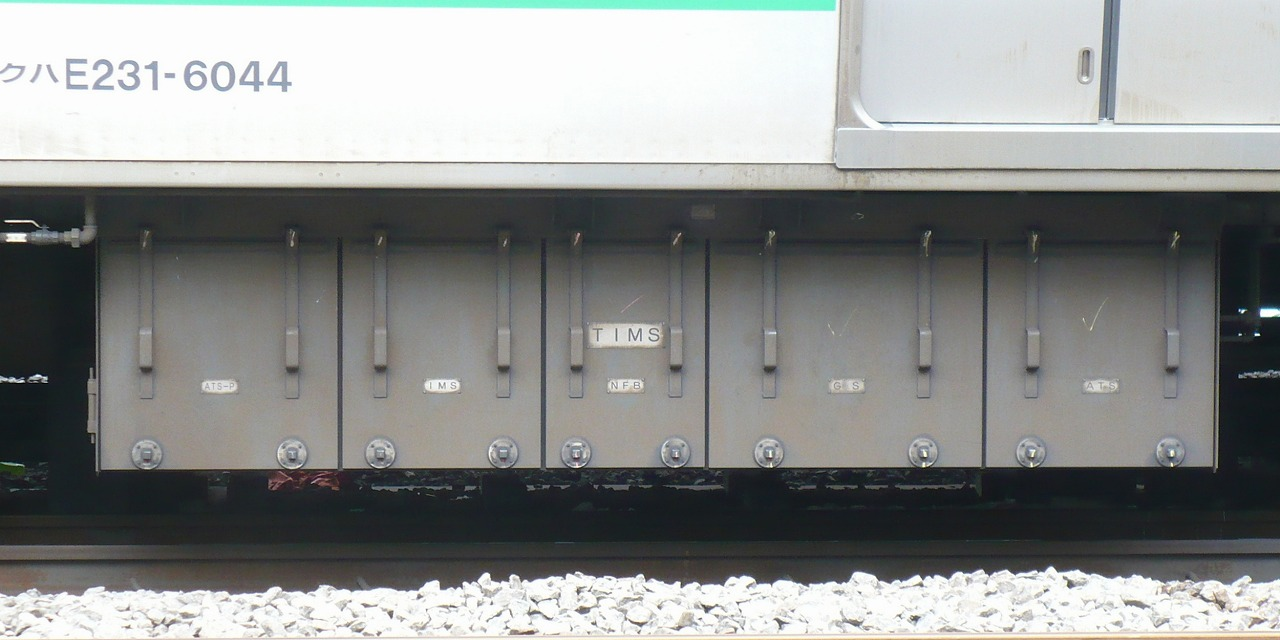
Ящик TIMS[яп.]

За терминалом TIMS установлен малошумный электрический компрессор типа 209 (CP), который подаёт воздух к тормозам и прочему пневматическому оборудованию.
В этой серии предполагалось размещение исключительно электрического управления, а для пневматических систем использование отдельного компрессора, однако решение принято не было.
В вагонах серии Е231 установлена приводная тележка на две оси в количестве двух штук на вагон. В серии Е231 используется тележка DT61, схожая в конструкции с тележкой типа 209 (японского стандарта). На вагонах установлены тележки системы DT61 тип TR255 для прицепных вагонов и головного вагона, и типа TR246 для моторного вагона. В дальнейшие годы для вагонов серий Е231 и Е233 была принята тележка 4600 Bandai TR255A как для моторных, так и для прицепных вагонов.

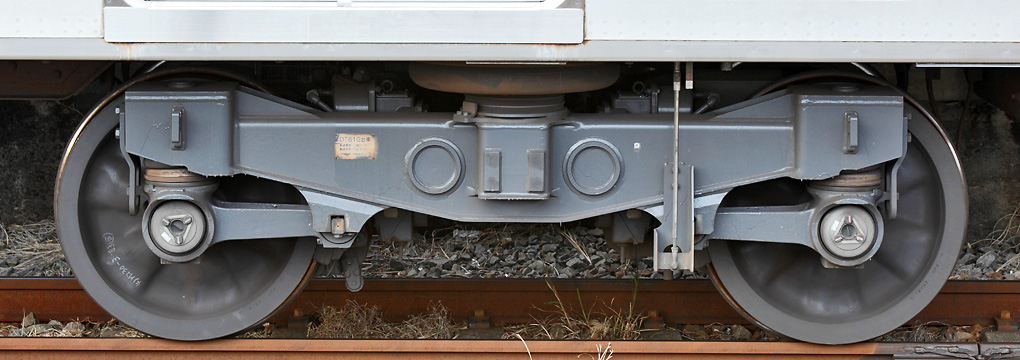
Тележка моторного вагона DT61 фото типа DT61G
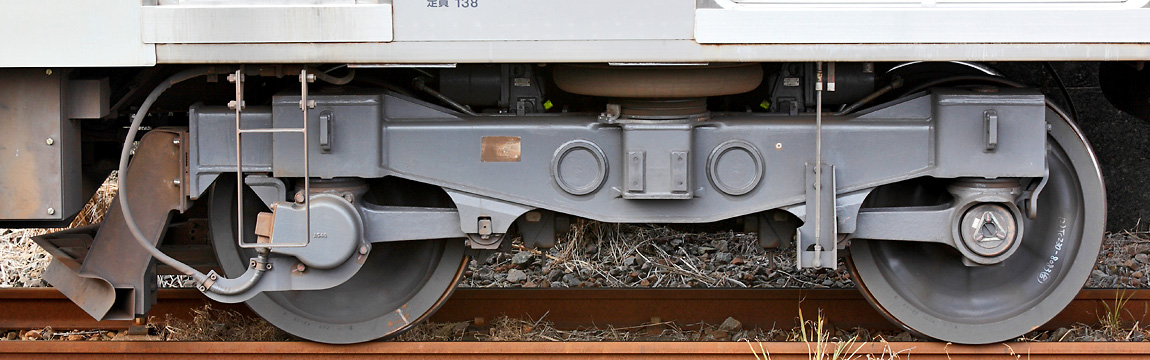
Тележка прицепного вагона типа TR246 фото до внедрения тележки TR246M
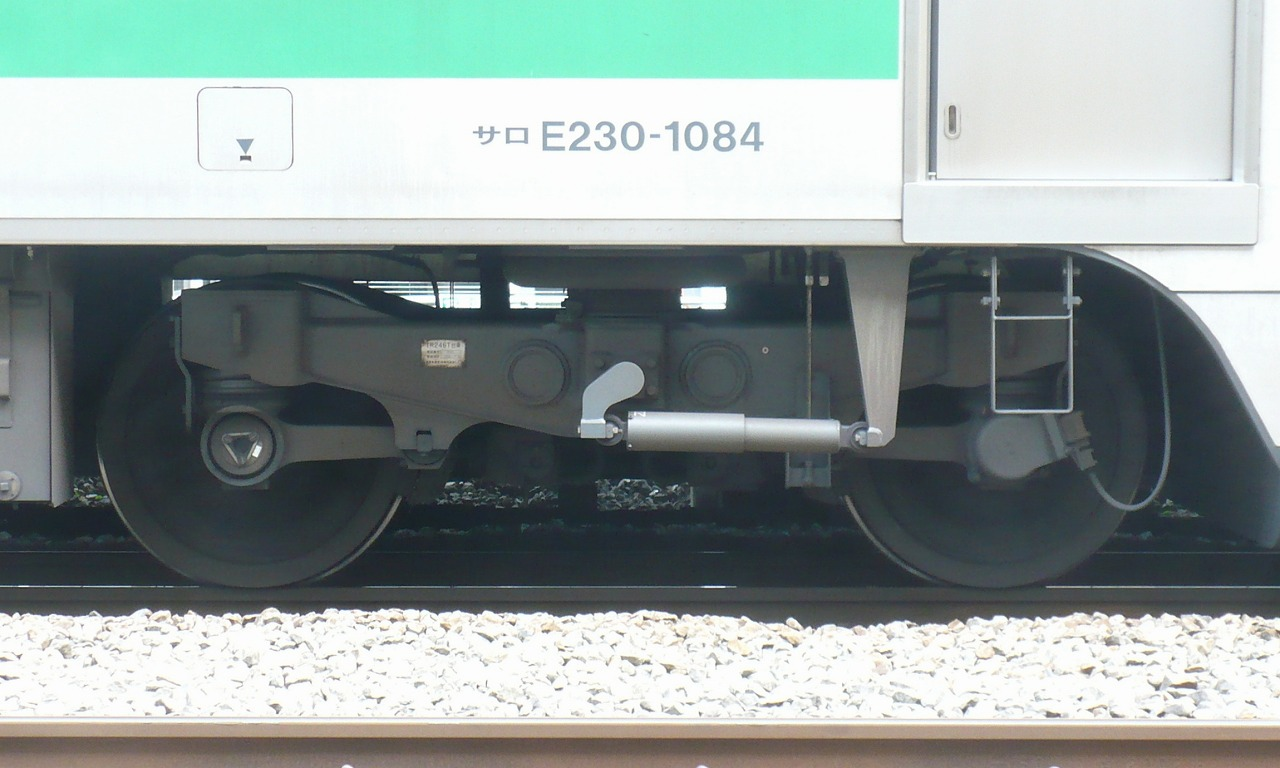
Демпфер рыскания на TR246T на «зелёной» модификации вагона
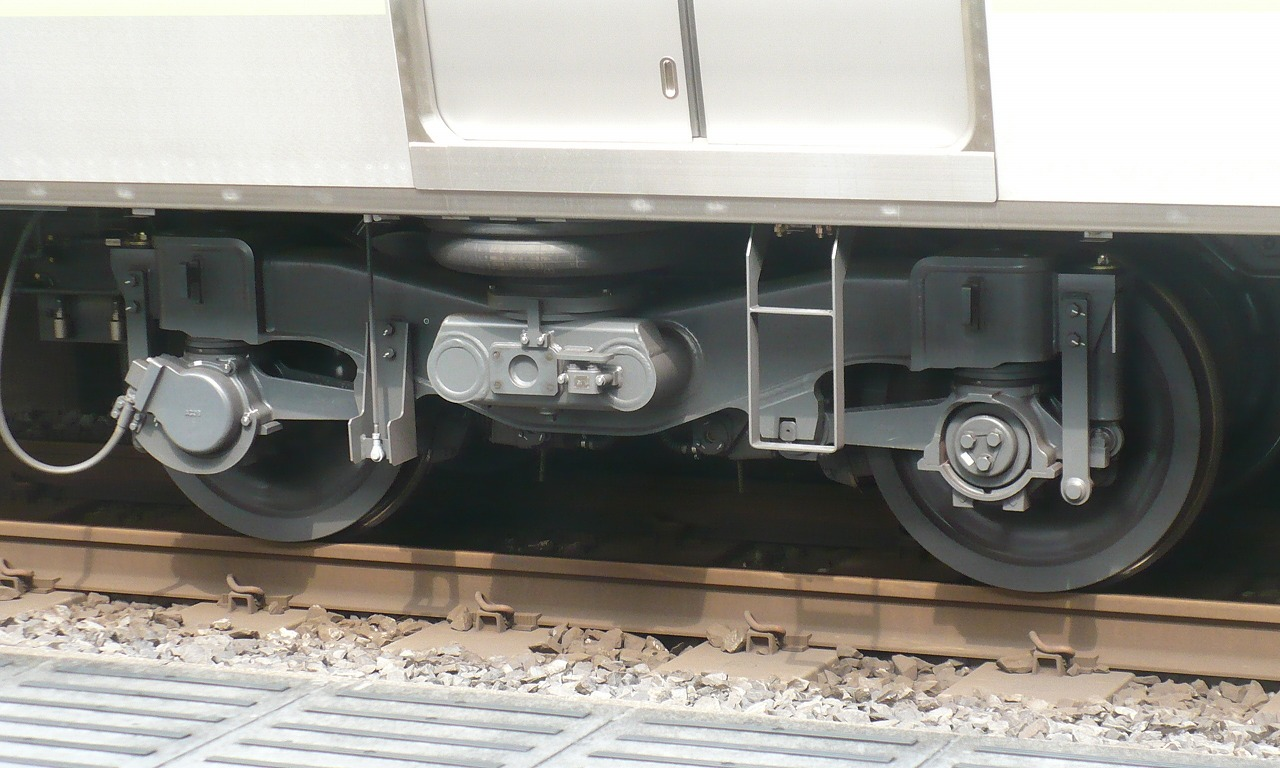
TR255A серии 4600 вагонов SaHa E231
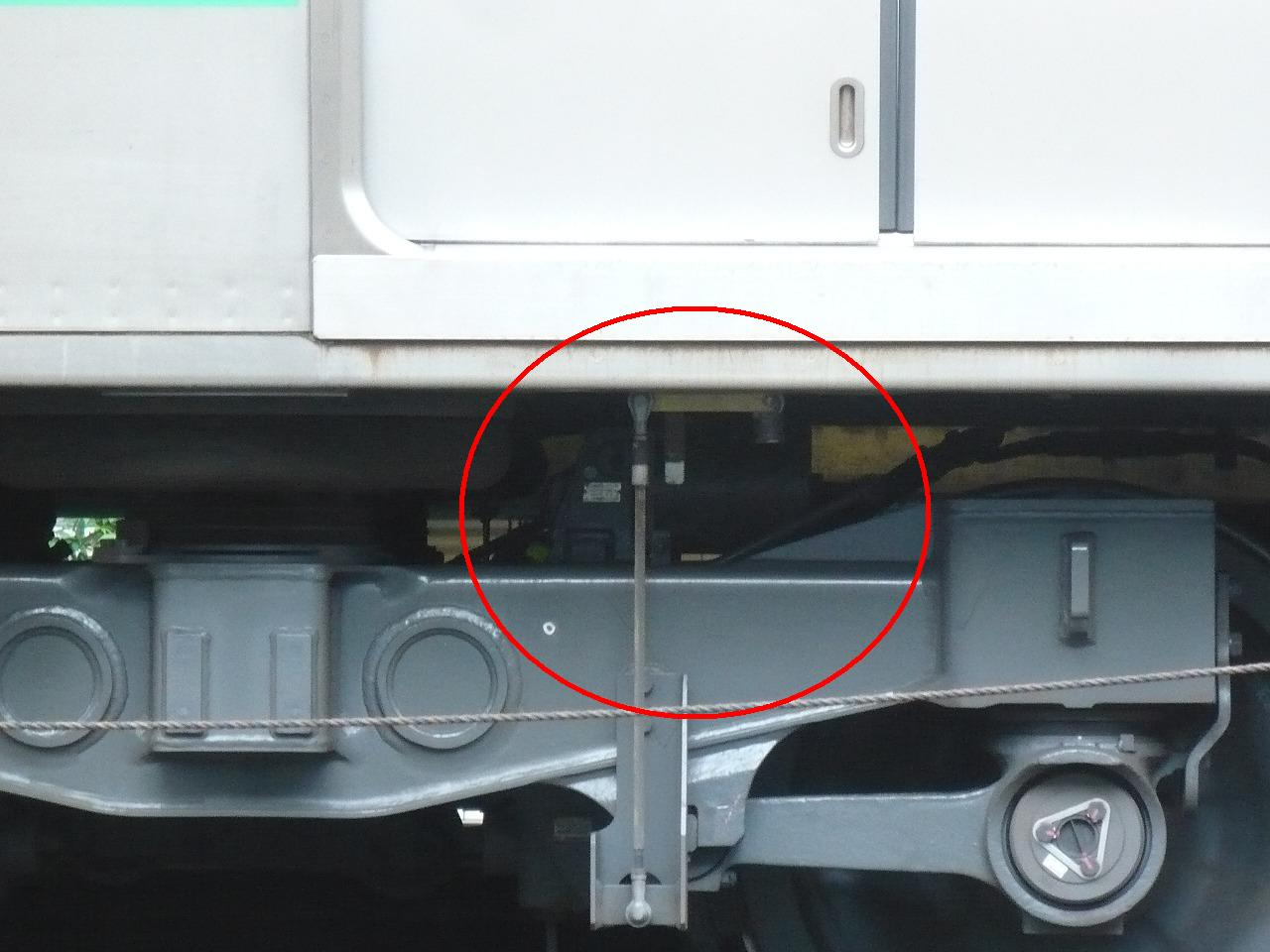
Стояночный тормозной цилиндр, который крепится к TR246M (выделено красным)

В этой серии, очень отличается способ управления (TIMS) оборудованием, в отличие от ранних типов. Исключение составляет только аварийный тормоз, который за всю историю серии Е231 так и не изменился, и был заимствован с ранних типов поездов таких как Е230, Е194 и т. п.
Для управления и контролем всеми модулями (в том числе TIMS, ATS-P и GS) передачи команд всех систем управления используются цифровые системы связи RS-485 и EIA-485, скорость передачи данных которых составляет 2,5 Мбит/с. Эти системы предназначены для интеграции и управления всеми модулями тягового привода поезда. RS-485 и EIA-485 так же позволяют вести мониторинг показателей систем управления как в комплексе, так и каждого показателя в отдельности, это упрощает систему управления и контроля электропоездом, а также снижает производственные затраты.
Система кондиционирования воздуха AU726, потенциалом 48,84 кВт (42000 ккал/ч), являющаяся одной из инноваций (в том числе контроль нагревателей и внутренняя вентиляция), имеет полную автоматизацию. Так же эта система отвечает за климат-контроль в салоне вагона, автоматически определяя уровень влажности и температуру как в вагоне, так и вне вагона.

### Кузовное оборудование
Эту серию можно условно разделить на два типа вагонов с различиями в оборудовании и формы кузова. Базовая конструкция устроена таким образом, чтобы снизить стоимость массового производства вагонов этой серии. Структура кузова соответствует типам пригородных поездов 209 и 500 серии Е217, ширина кузова которых 2950 мм. Легкая рама кузова и боковые стены выполнены из нержавеющей стали, снаружи кузов покрыт оболочкой из стеклопластика. Маска кабины также выполнена из стеклопластика. Высота пола — 1165 мм от уровня головки рельса.

### Характеристики кузова
| База вагона                           | 13800 мм                            |
| Число дверных проёмов с одной стороны | 4 шт                                |
| Эквивалент жёсткости на изгиб         | 5.8×1014（Н・мм2）                  |
| Эквивалент жёсткости на кручение      | 176.9×1012（Н・м2/рад）             |
| Собственная частота                   | 12,7 Гц (изгиб)                     |
| Основной материал                     | SUS301L, SUS304                     |
| Масса                                 | моторные — 5,1 т, прицепные — 4,8 т |

### Различия каждого производителя
У разных производителей имелись различия в конструкции вагонов Е231. Данные различия вызваны тем, что во многом мелкие детали изготавливались согласно стандартам конкретного предприятия на котором был построен вагон.

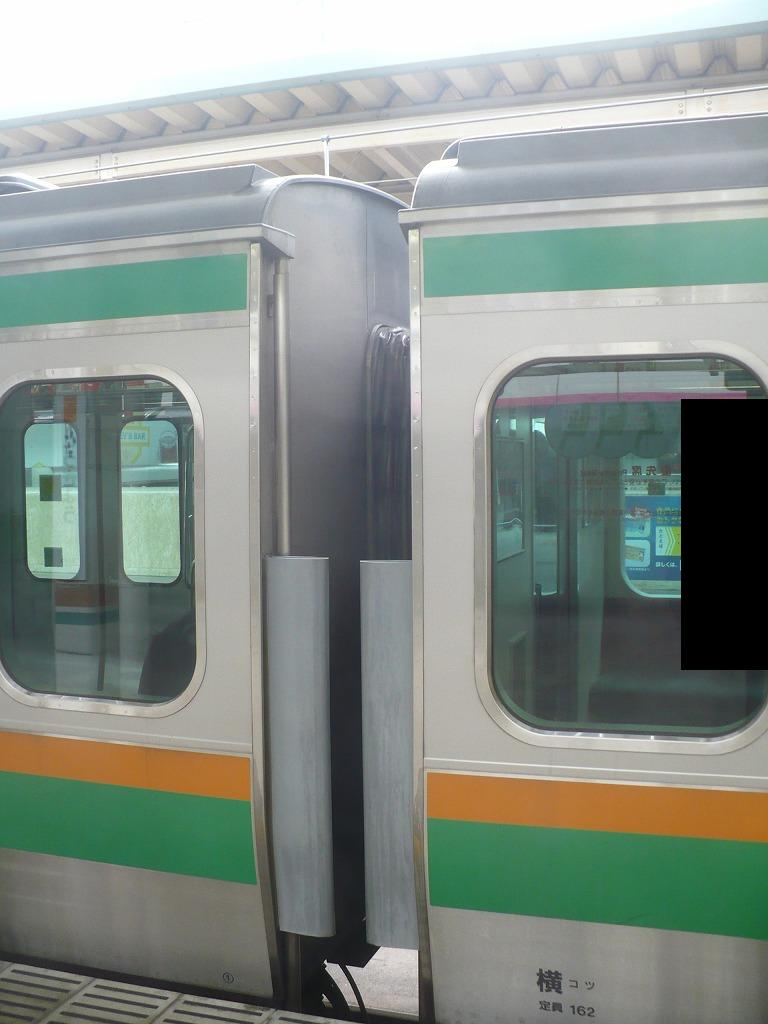
Фото 1. Tokyu, Niitsu Seisakusho
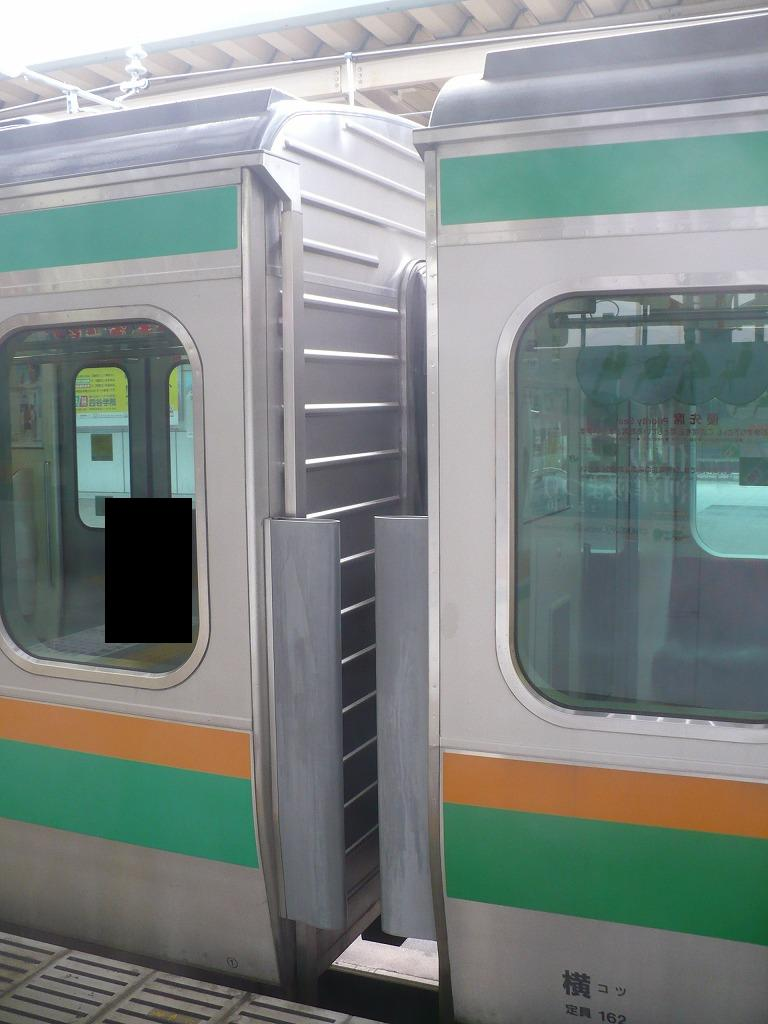
Фото 2. Kawasaki Heavy Industries Ltd
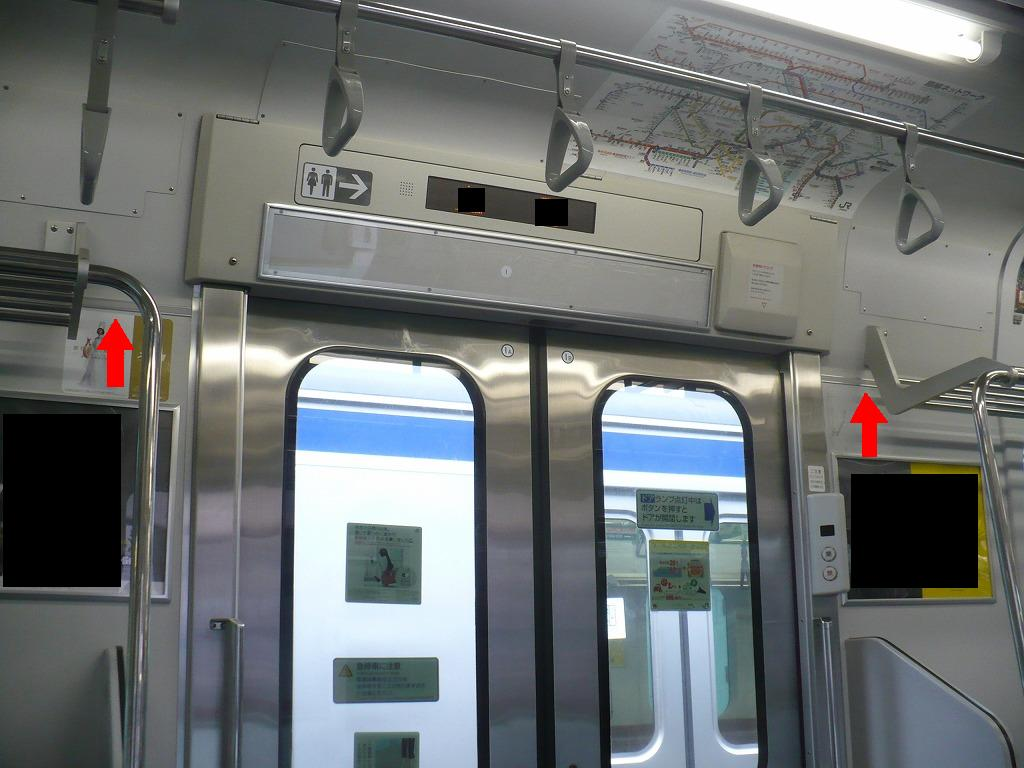
Фото 3. Дверь Tokyu Car, Niitsu Seisakusho
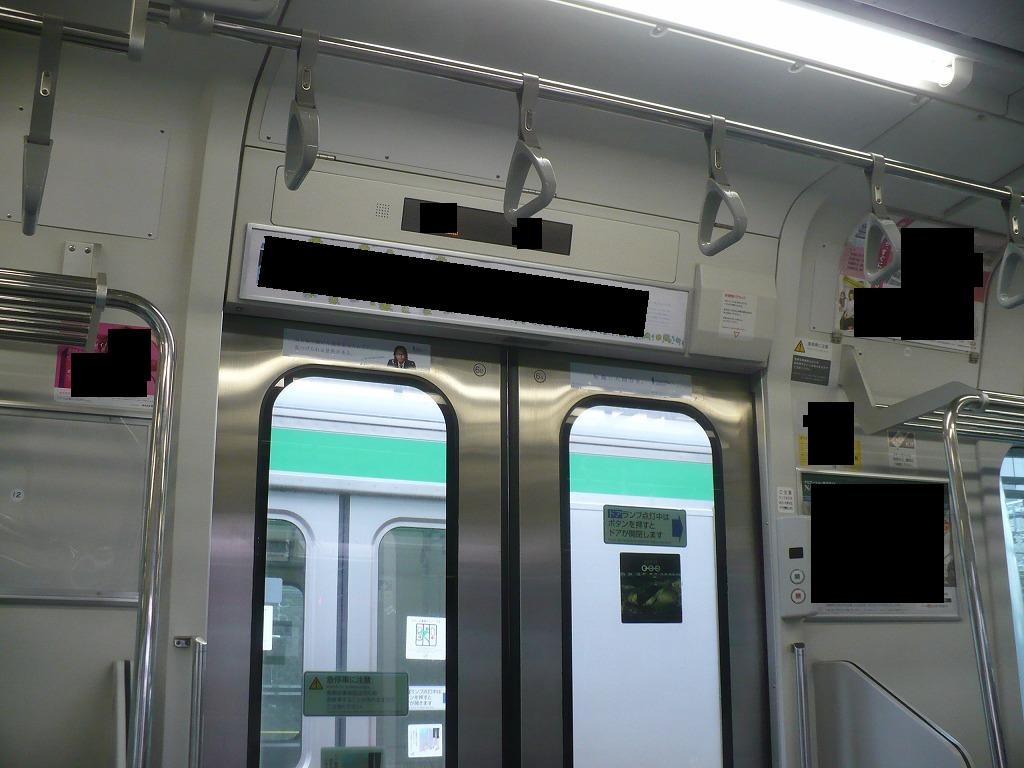
Фото 4. Дверь Kawasaki Heavy Industries Ltd

- У Tokyu отсутствуют гофры, у Niitsu на торцевых стенках вертикальные гофры, у Tateametoi — горизонтальные.
- У Tokyu и Niitsu на стыке поверхности крыши и торца есть шаг (фото 1). У Kawasaki Heavy Industries Ltd есть усиливающий гофр. Кроме того, стало плоским соединение поверхностей торца и крыши (см фото 2).
- Над дверью имеется информационное LED-табло, выводящие название станций в кандзи, катакане и ромадзи. На некоторых модификациях установлен жидкокристаллический цветной дисплей для показа различной информации (изменения расписания, предупреждения, реклама).
- Путеочиститель (метельник) установлена на переднем торце головного вагона в всех модификациях Е231 500. Стандартный вид путеочистителя для Е231 500 имел V-Образную форму, однако у производителя Niitsu видоизменённая форма юбки, но так же V-образная.

### Салон
Отделка салона представляет из себя белый пластик и глянцевую нержавеющую сталь. Сиденья обиты синей тканью, на полу серый линолеум из ПВХ. Сиденья расположены параллельно стене салона. С 2003 года для улучшения комфорта внедрены мягкие сиденья. Каждая группа сидений расположена между дверными проёмами по обе стороны борта. Кроме того, в каждом вагоне имеется места для инвалидных колясок. В головных и шестидверных вагонах сиденья складываются, что позволяет увеличить вместимость в часы пик.

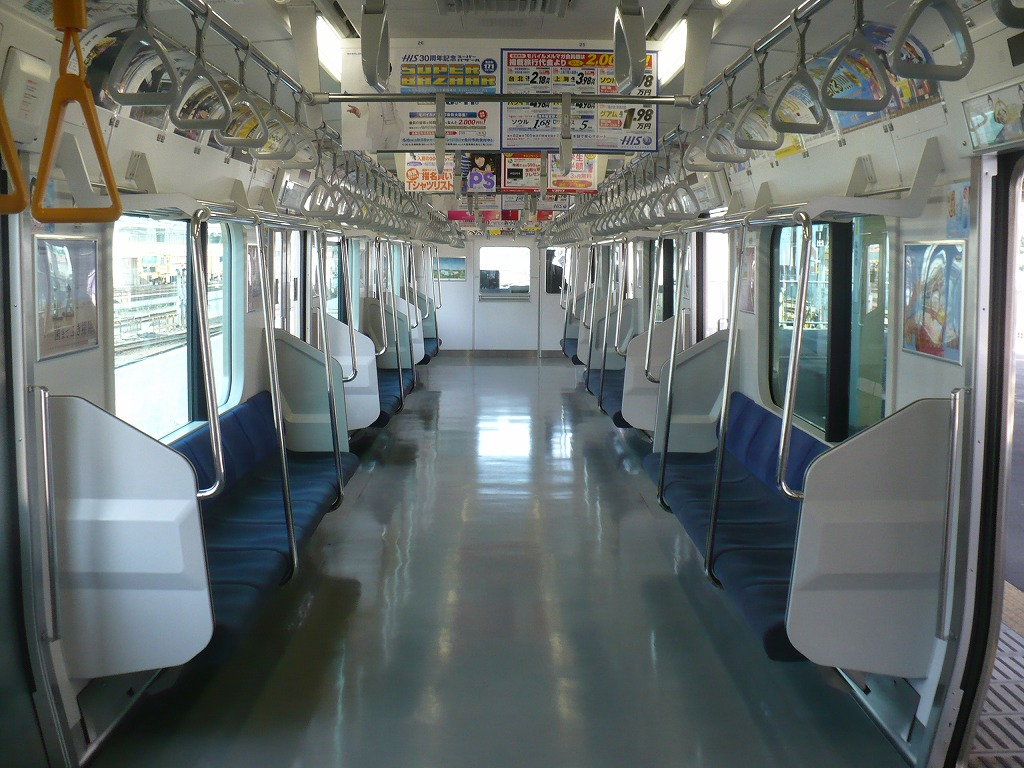
Салон вагона
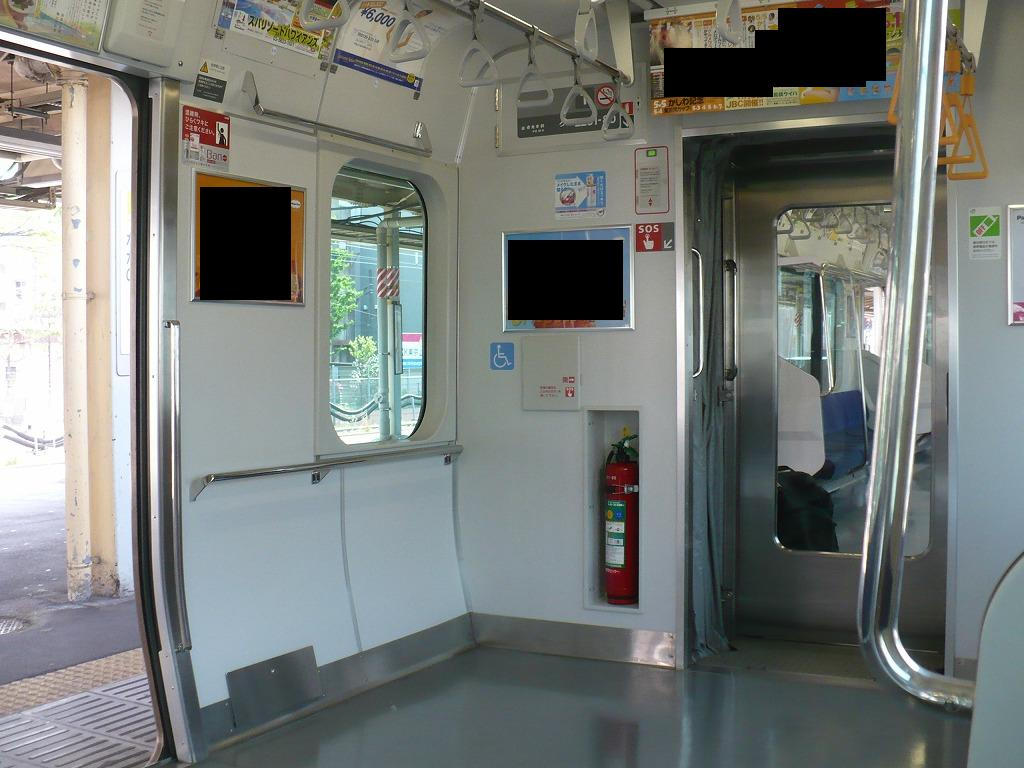
Места для колясок
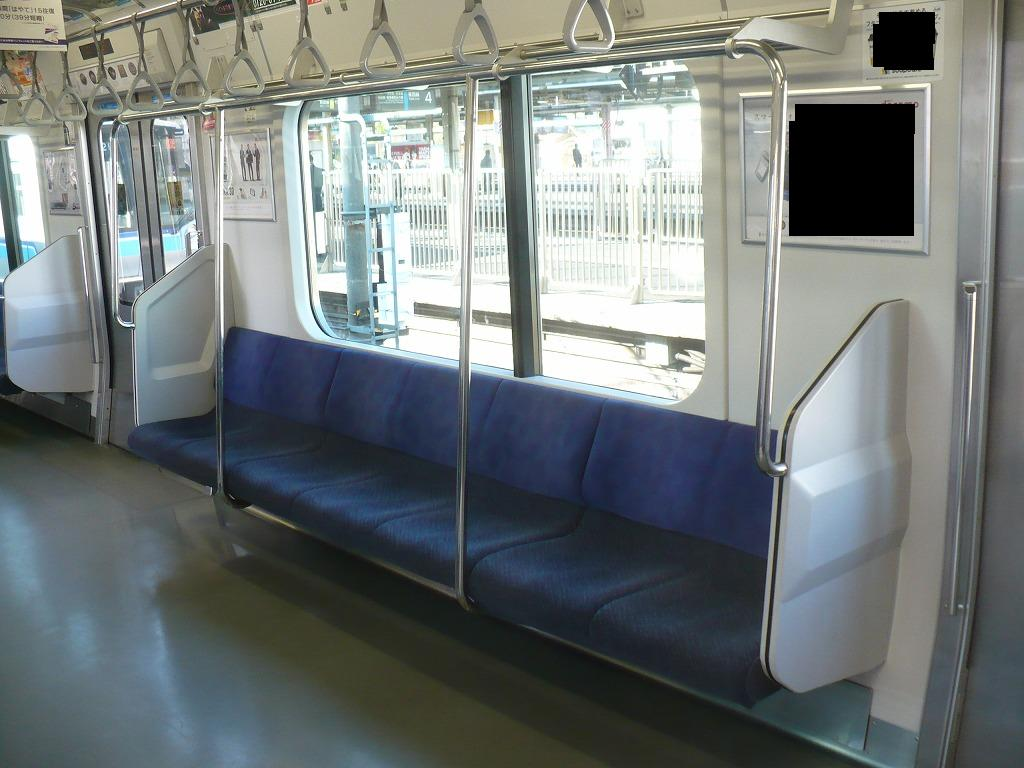
Сидение на 7 мест
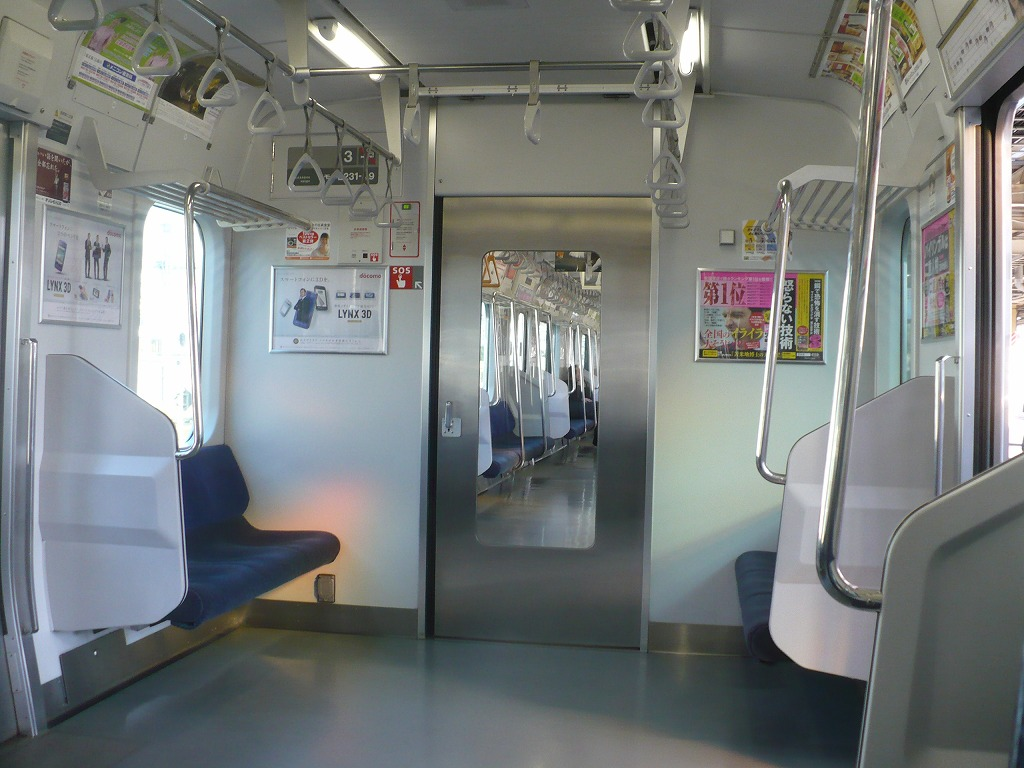
Переход в другой вагон
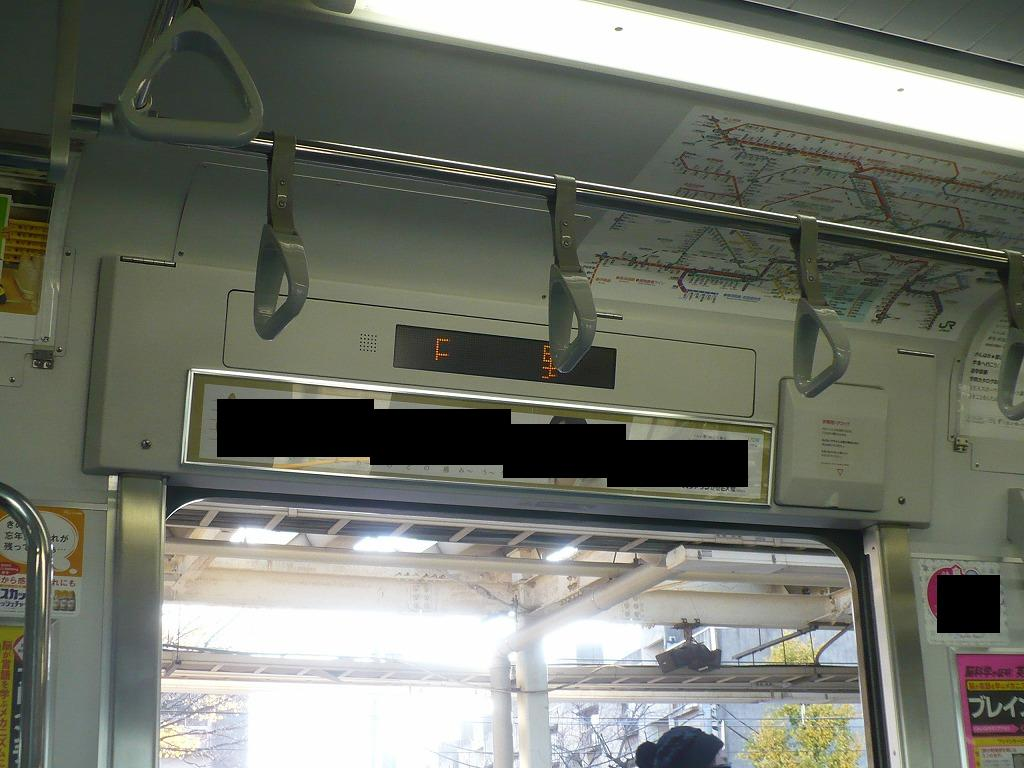
Табло с названием станции

### Кабина
Кабина машиниста во всех модификациях Е231 500 имеет одинаковую конфигурацию, аналогичную серии 209. Панель управления расположена слева, главный контроллер устроен по принципу «управление одной рукояткой» и установлен непосредственно на приборной панели, управление служебным торможением автоматизировано и интегрировано в контроллер. Для ручного торможения в штатном режиме есть отдельная рукоятка, которая расположена справа от рукоятки контроллера на приборной панели, для экстренного торможения имеется красная грибовидная кнопка и пункт в меню бортового компьютера. По центру на панели установлен жидкокристаллический дисплей бортового компьютера для управления системой TIMS (питание, пневматика, ход, системы охлаждения и салон).
Так же имеются системы безопасности, которыми можно управлять через бортовой компьютер. В случай нарушения или неисправности, в зависимости от ситуации, бортовой компьютер может применить штатное или экстренное торможение. Для улучшения видимости показаний установлены аналоговые спидометр, манометр и вольтметр.
Дверь, ведущая из кабины в салон раздвижная и расположена по центру.

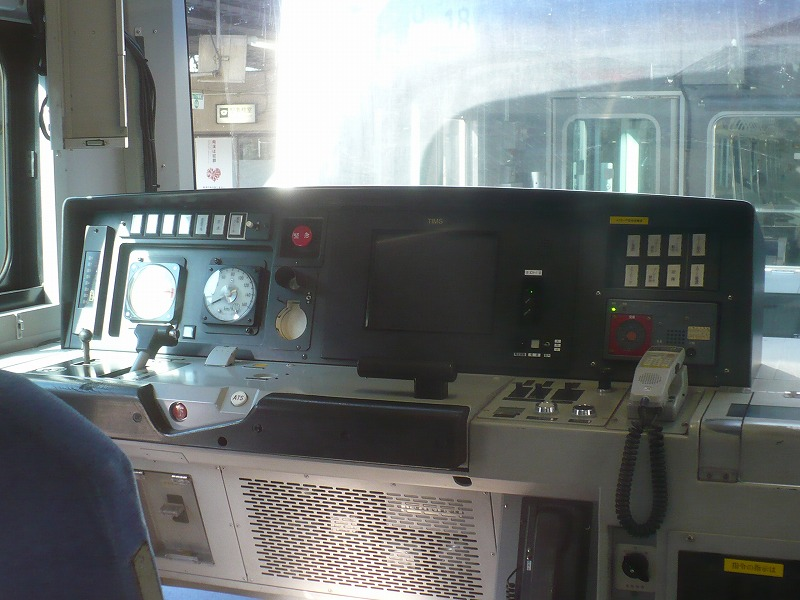
Вид кабины, приборная панель